# 주첸나이 대한민국 총영사관
주첸나이 대한민국 총영사관(힌디어: दक्षिण कोरिया का चेन्नई में महावाणिज्य दूतावास, 타밀어: தென் கொரியத் துணைதூதரகம், சென்னை)은 인도 내 한국인들의 관심사에 초점을 맞춘 인도 주재 대한민국 대표부 중 하나이다. 첸나이에 위치하며 타밀나두주, 케랄라주, 카르나타카주, 안드라프라데시주, 푸두체리, 락샤드위프 제도를 관할한다. 콜카타 명예 영사관 외에도 주인도 대한민국 대사관과 주뭄바이 대한민국 총영사관이 있다. 초대 첸나이 총영사는 김경수 이었으며, 그의 뒤를 이어 제2대 김형태, 제3대 권영섭 총영사가 나섰다. 그리고 현재는 23년 부임한 김창년 총영사가 재직중이다.

## 역사
1990년대 인도 정부에 의한 경제 자유화 직후, 몇몇 대한민국 기업들은 첸나이와 그 주변에 주로 자동차와 전자 분야에 기반을 두기 시작했다. 2014년까지 시내와 주변에는 약 4,000명의 한국인들이 머물렀고, 현대 자동차, 삼성전자, 롯데그룹 그리고 두산에너빌리티에 대한민국 명예 영사관이 있었다. 그러나 이 지역의 증가하는 한국인 인구는 남인도에 본격적인 사무실을 마련할 것을 요구했다. 총영사관은 2014년 2월 7일 타밀나두 주지사 코니제티 로자야에 의해 출범했다. 2014년 2월 17일부터 타밀나두주, 케랄라주, 카르나타카주, 푸두체리에서 비자 신청이 영사관에서 직접 처리될 예정이다.

## 같이 보기
- 대한민국의 재외공관 목록
- 대한민국의 대외 관계
- 대한민국-인도 관계